# Honjō
Honjō (本庄市?, Honjō-shi) è una città giapponese della prefettura di Saitama.